# Collorgues
Collorgues ist eine französische Gemeinde mit 670 Einwohnern (Stand: 1. Januar 2022) im Département Gard in der Region Okzitanien. Sie gehört zum Arrondissement Nîmes und zum Kanton Uzès. Die Einwohner werden Collorguois genannt.

## Geografie
Collorgues liegt 20 Kilometer nordnordwestlich von Nîmes und etwa 20 Kilometer südöstlich von Alès. Umgeben wird Collorgues von den Nachbargemeinden Baron und Foissac im Norden, Serviers-et-Labaume im Nordosten, Aubussargues im Osten, Garrigues-Sainte-Eulalie im Südosten und Süden, Saint-Dézéry im Südwesten, Castelnau-Valence im Westen sowie Saint-Maurice-de-Cazevieille im Nordwesten.

## Bevölkerungsentwicklung
| Jahr                       | 1962 | 1968 | 1975 | 1982 | 1990 | 1999 | 2008 | 2020 |
| -------------------------- | ---- | ---- | ---- | ---- | ---- | ---- | ---- | ---- |
| Einwohner                  | 204  | 196  | 196  | 210  | 309  | 359  | 528  | 666  |
| Quellen: Cassini und INSEE |      |      |      |      |      |      |      |      |

## Sehenswürdigkeiten
- Statuenmenhire, heute im Museum von Lodève Monument historique
- evangelische Kirche
- Burg Collorgues
- zwei Lavoirs

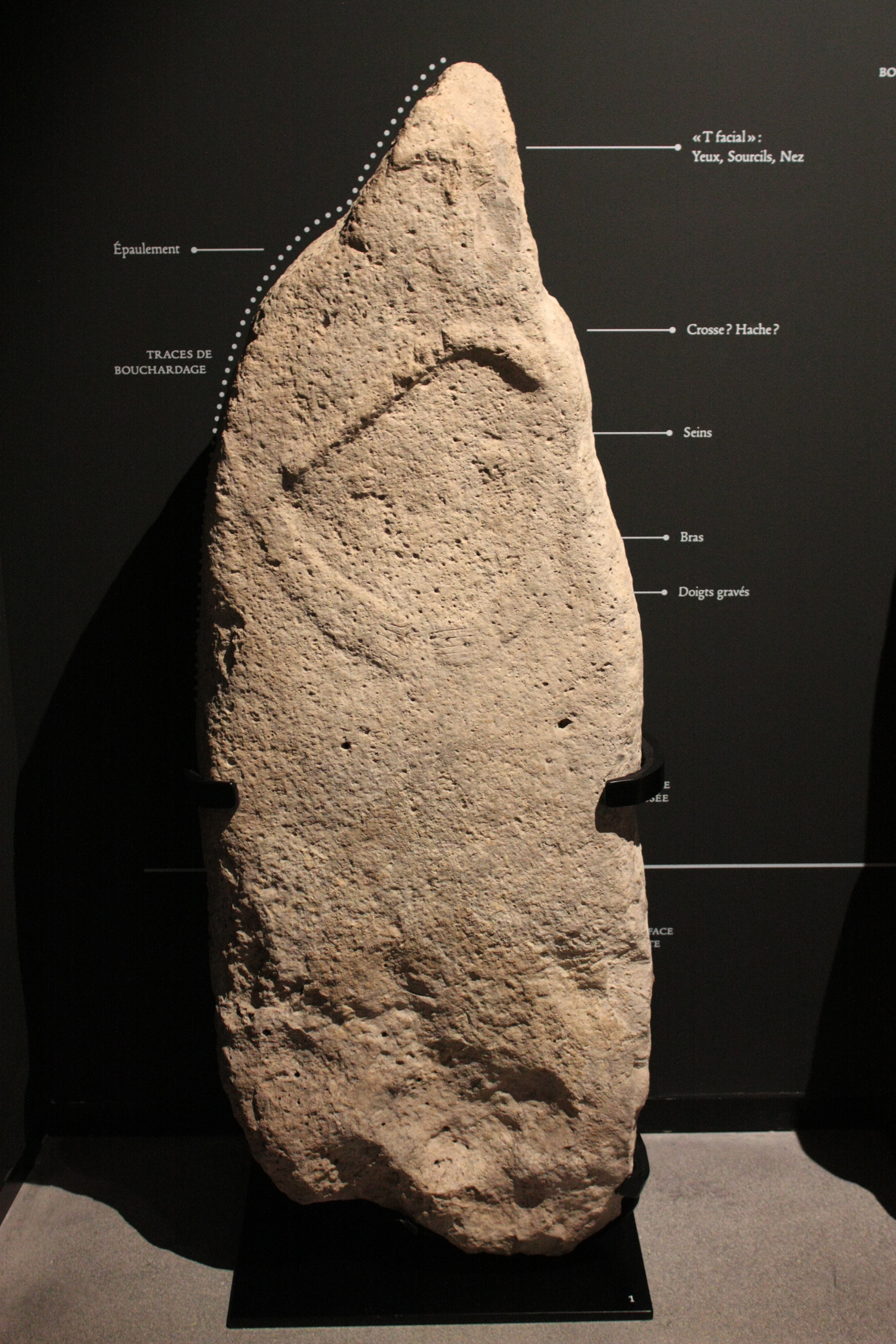
Statuenmenhir
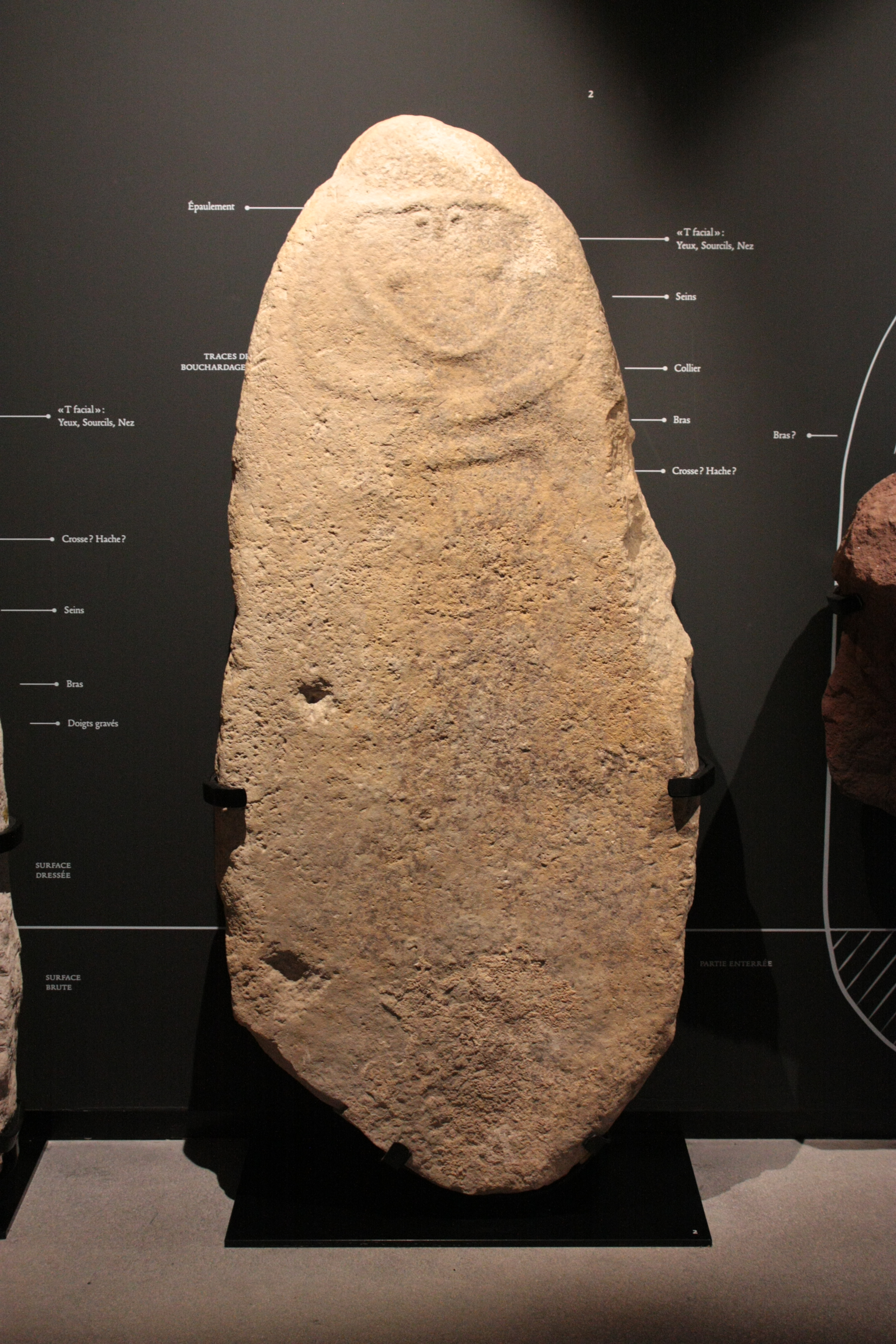
Statuenmenhir
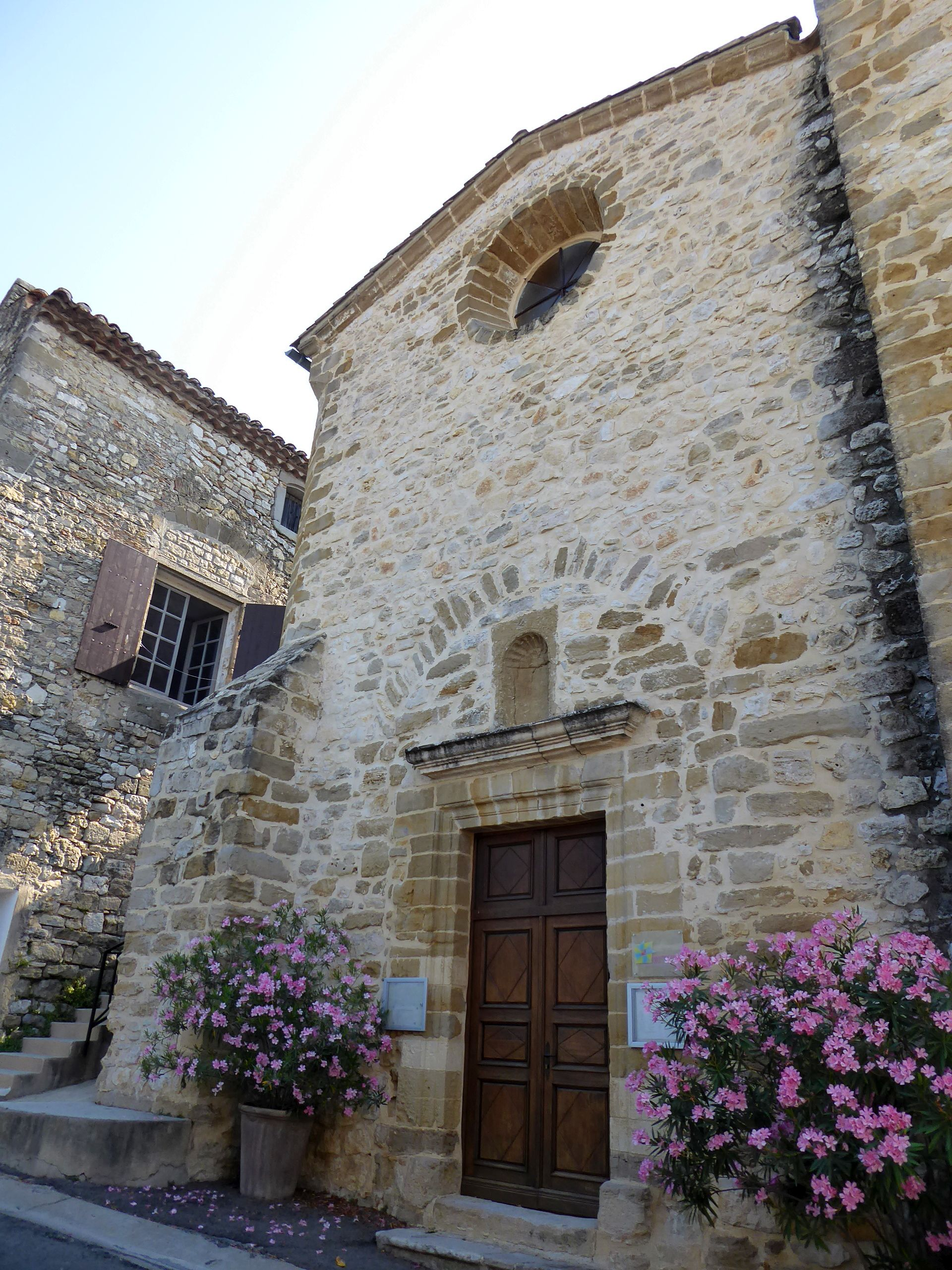
Evangelische Kirche
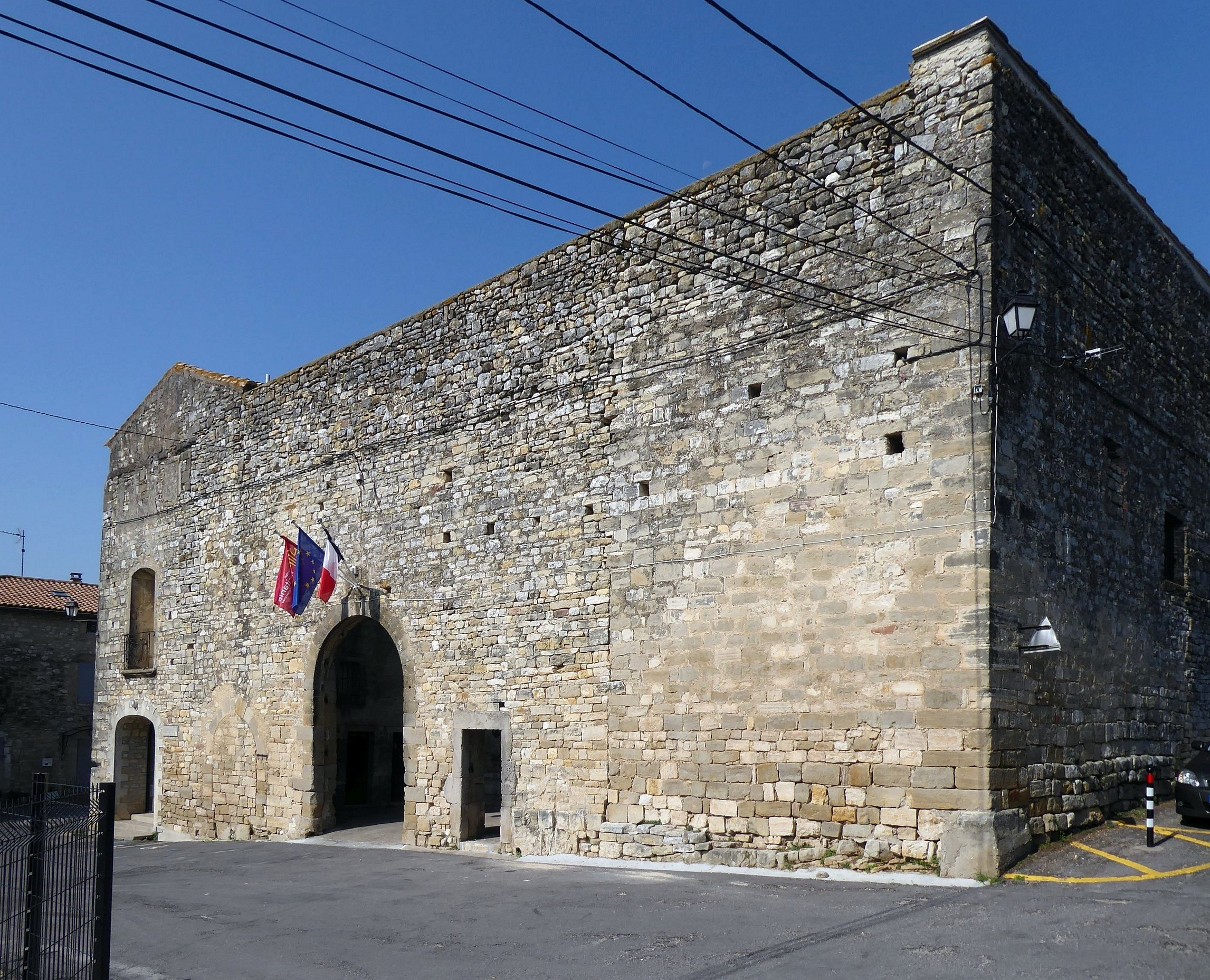
Burg
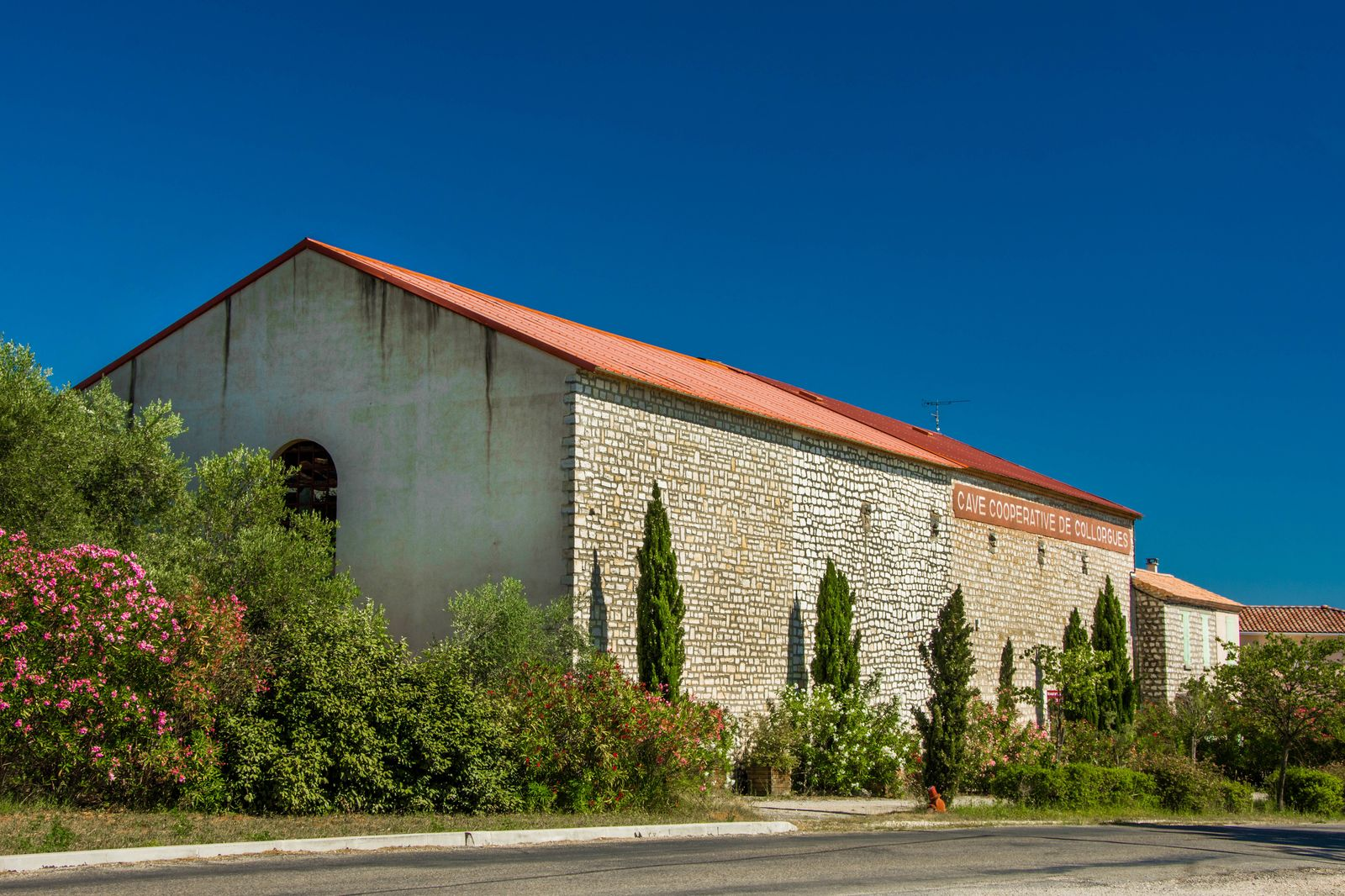
Weinbau-Kooperative
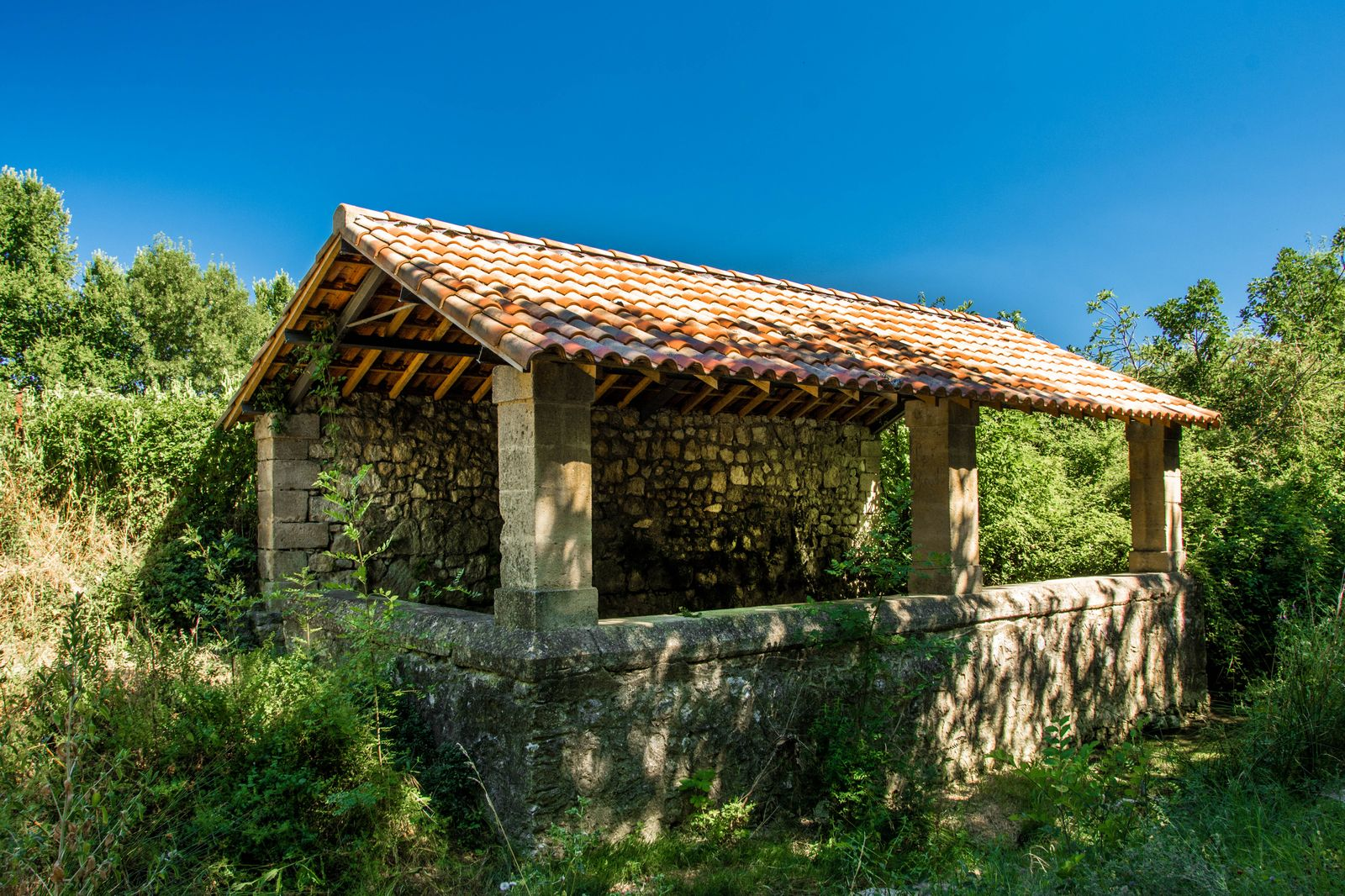
Ehemaliges öffentliches Waschhaus (Lavoir)